# Libotenice
Libotenice település Csehországban, a Litoměřicei járásban. Libotenice Křešice, Oleško, Travčice, Hrobce és Chodouny településekkel határos. Lakosainak száma 435 fő (2024. január 1.).

## Népesség
A település lakosságának változását az alábbi diagram mutatja:
| Lakosok száma | 358  | 407  | 504  | 381  | 364  | 400  | 434  | 426  | 443  | 435  |
|               | 1869 | 1890 | 1921 | 1950 | 1980 | 2001 | 2017 | 2019 | 2022 | 2024 |